# Archivportal
Ein Archivportal bietet gebündelte Information über Archive und/oder die Möglichkeit, in den Beständen mehrerer Archive gleichzeitig zu recherchieren. Es handelt sich dabei meist um ein Webportal, das Informationen zu einem bestimmten Thema bündelt und zugänglich macht. Es gibt aber auch Portale in der engeren Definition der Informatik, die eine Integration von separaten Anwendungen, Prozessen und Diensten bieten.

## Archivportale in Deutschland
Seit dem 24. September 2014 ist mit dem „Archivportal-D“ ein zentrales deutsches Archivportal verfügbar. Dieses wurde als Teilprojekt der Deutschen Digitalen Bibliothek (DDB) realisiert und bietet einen archivspartenspezifischen Zugang auf nationaler Ebene. Im Archivportal-D sind Informationen über Archiveinrichtungen aus ganz Deutschland zu finden. Zudem werden archivische Erschließungsleistungen sowie digitalisiertes und digitales Archivgut für die Nutzung bereitgestellt. Das inhaltliche Angebot wird durch die Gewinnung neuer Datenlieferanten sukzessive ausgebaut. Wissenschaftler sowie alle Nutzer von Archiven können im Archivportal-D übergreifend in allen Findmitteln der teilnehmenden Archiveinrichtungen recherchieren und sich Suchergebnisse und ggf. digitalisierte Archivalien aus Archiven unterschiedlichster Träger anzeigen lassen. Eine deutschlandweite archivübergreifende Recherche wird dadurch fachgerecht ermöglicht.
Einen Zugang zu Archivgut ohne thematische Einschränkung bot das BAM-Portal (Gemeinsames Portal für Bibliotheken, Archive und Museen), das zum 30. Juni 2015 zugunsten der DDB eingestellt wurde.
Eine Übersicht über die deutschen Staatsarchive mit Adressdaten, Links zu Beständeübersichten, Online-Findmitteln, Archivgesetzen, archivfachlichen Publikationen etc. bietet die Webseite der Archivschule Marburg. Das Projekt MICHAEL versucht auf nationaler und europäischer Ebene digitale Sammlungen in Museen und allen anderen kulturgutbewahrenden Einrichtungen zu erfassen (ohne Nachweis der einzelnen Objekte).

### Regionale und thematische Archivportale
In vielen Bundesländern gibt es mittlerweile Portale mit Informationen über die Archive (Adressen, Websites, Bestandsübersichten etc.) in dem jeweiligen Bundesland.

### Recherchezugang zu Online-Findmitteln (regional)
Einen übergreifenden Recherchezugang auf die Online-Findmittel mehrerer Archive bieten z. B. das Landesarchiv Baden-Württemberg, die hessischen Staatsarchive, die Landesarchivverwaltung Rheinland-Pfalz, das Niedersächsische Landesarchiv, die Archive in Mecklenburg-Vorpommern sowie die Hauptstaatsarchive Sachsen und Thüringen. Auch das Bundesarchiv ermöglicht die Recherche in seinen Online-Findbüchern (derzeit noch über zwei unterschiedliche Systeme). Die Archive der übrigen Bundesländer bieten zum Teil detaillierte Beständeübersichten mit Bestandsbeschreibungen, in denen oft auch recherchiert werden kann.

### Recherchezugang zu Online-Findmitteln (thematisch)
- Die Zentrale Datenbank Nachlässe des Bundesarchivs ermöglicht die übergreifende Recherche nach Nachlässen vor allem in Archiven, aber auch in Bibliotheken. Der Kalliope-Verbund ermöglicht die übergreifende Recherche nach Autographen und Nachlässen vor allem in Bibliotheken, aber auch in Archiven. Beide Portale sollten ergänzend benutzt werden.
- Das Portal zum SED- und FDGB-Archivgut ermöglicht die übergreifende Recherche nach SED- und FDGB-Archivgut in den Beständen des Bundesarchivs und der Staatsarchive der neuen Bundesländer.

## Internationale Archivportale
- Alpenländer:

Das Portal Archive in der Arbeitsgemeinschaft Alpenländer macht Informationen über Archive und deren Bestände im geographischen Raum der Arbeitsgemeinschaft Alpenländer (Arge Alp) – Baden-Württemberg, Bayern, Graubünden, Lombardei, Salzburg, St. Gallen, Südtirol, Tessin, Tirol, Trient und Vorarlberg – zugänglich.
- Großbritannien:

Hier gibt es mit Access to Archives (A2A) ein nationales Archivportal, in dem sowohl nach Archiven als auch in den Online-Findmitteln von Archiven gesucht werden kann.
- Niederlande:

Das nationale Archivportal Archiefnet definiert sich selbst als „Suchservice für Websites von Archiven“ und listet Links zu Archiven in den Niederlanden und im Ausland.
Das Archivportal archieven.nl listet über 13 Mio. Verzeichnungseinheiten von Archiven, Museen und Bibliotheken aus den Niederlanden.
- Schweiz:

Unter den Adressen www.archivesonline.org, www.archives-online.org und www.archivportal.ch haben am 13. Juli 2010 fünf schweizerische Archive ein Suchportal aufgeschaltet, das archivübergreifende Recherchen erlaubt. Das Portal wird getragen von den Staatsarchiven der Kantone Zürich, Thurgau, Zug und Basel-Stadt sowie vom Archiv für Zeitgeschichte der ETH Zürich und vom Schweizerischen Sozialarchiv, umfasst inzwischen (Stand 2019) aber fast alle großen schweizerischen Archive.
Archivübergreifenden Zugang bieten zudem das Repertorium der handschriftlichen Nachlässe in den Bibliotheken und Archiven der Schweiz, das Verzeichnis der Wirtschaftsbestände in öffentlichen und privaten Archiven der Schweiz und Liechtensteins, die Datenbank Kirchliche Bestände in schweizerischen Archiven und die Datenbank Quellen zur Agrargeschichte des Archivs für Agrargeschichte.

### Deutsche Archivportale
- Archivportal-D

### Regionale und thematische Archivportale mit Informationen über Archive (Adressen, Websites, Bestandsübersichten etc.)
- Baden-Württemberg
- Bayern
- Berliner Archive
- Hessen
- Niedersachsen und Bremen
- Nordrhein-Westfalen
- Schleswig-Holstein
- Thüringen
- Archiv³-Verbund Bundesweite Kooperation Dritte Welt Archive
- Wirtschaftsarchivportal

### Recherchezugang zu Online-Findmitteln mehrerer Archive (regional)
Beständeübersichten und Findbücher
- Bundesarchiv
- Baden-Württemberg (Staatsarchive)
- Landesarchiv Berlin
- Landesarchiv Bremen
- Staatsarchiv Hamburg
- Arcinsys Hessen Archivinformationssystem Hessen (Staatsarchive)
- Mecklenburg-Vorpommern (Staatsarchive und kommunale Archive in Ariadne) sowie Landeshauptarchiv Schwerin
- Nordrhein-Westfalen (Staatsarchive, Kommunale und private Archive)
- Rheinland-Pfalz (Staatsarchive)
- Sachsen (Staatsarchive)
- Sachsen-Anhalt (Landeshauptarchiv)
- Schleswig-Holstein (Staatsarchiv)

Nur Beständeübersichten
- Bayern (Staatsarchive)
- Brandenburg (Staatsarchive) (Memento vom 31. August 2011 im Internet Archive)
- Saarland (Staatsarchiv) (Memento vom 8. Dezember 2006 im Internet Archive)
- Thüringen

### Recherchezugang zu Online-Findmitteln mehrerer Archive (thematisch)
- Zentrale Datenbank Nachlässe
- Kalliope-Verbund
- SED- und FDGB-Archivgut
- Archivportal der AUGIAS-Anwender (Deutschland, Österreich, Schweiz, Italien)
- Quellen zur Agrargeschichte (Schweiz)

### Archivportale international
- Europäisches Archivportal

#### Alpenländer
- Archive in der Arbeitsgemeinschaft Alpenländer
- Archivbestände. In: Monasterium.net. ICARUS – International Centre for Archival Research

#### Großbritannien
- A2A Access to Archives

#### Niederlande
- Archiefnet (niederländisch und englisch)
- archieven.nl (niederländisch, englisch und deutsch)

#### Schweiz
- Repertorium der handschriftlichen Nachlässe in den Bibliotheken und Archiven der Schweiz
- Verzeichnis der Wirtschaftsbestände in öffentlichen und privaten Archiven der Schweiz und Liechtensteins (arCHeco)
- Bestände zur Geschichte der Arbeiterbewegung in schweizerischen Archiven
- Kirchliche Bestände in schweizerischen Archiven
- Archives Online
- Ein umfangreiches Adressverzeichnis / Linkliste pflegt der Verein Schweizerischer Archivarinnen und Archivare